# Liam Hemsworth
Liam Hemsworth, avstralski filmski in televizijski igralec, * 13. januar 1990, Melbourne, Victoria, Avstralija.
Najbolje je prepoznaven po vlogi Josha Taylorja iz avstralske telenovele Neighbours ali kot Marcus iz otroške televizijske serije The Elephant Princess. Imel je eno izmed glavnih vlog v ameriškem filmu Poslednja pesem poleg Miley Cyrus. Film je izšel 31. marca 2010.

## Zgodnje življenje
Liam Hemsworth se je rodil 13. januarja 1990 v Melbourneu, Victoria, Avstralija kot najmlajši izmed treh sinov Craiga in Leonie Hemsworth. Njegova starejša brata, Chris Hemsworth in Luke Hemsworth, sta tudi sama postala igralca in podpirala Liamov talent. Liam Hemsworth je povedal, da tudi sami tekmujejo za razna dela v filmih, vendar da so ta tekmovanja bolj prijateljska: »Smo bratje in vedno bomo tekmovalni, vendar je to dobro za nas, saj nas še bolj spodbudi. Vsi pa smo veseli za tistega, ki kakšno delo tudi dobi.«
Ko je bil Liam Hemsworth v osmem letniku svoje šole se je njegova družina preselila na Phillip Island, majhen otok. Liam Hemsworth je povedal, da veliko časa tam preživi tako, da s svojima bratoma surfa.

## Kariera
Liam Hemsworth je s svojo igralsko kariero pričel v srednji šoli, ko si je najel agenta, saj je želel slediti svojima starejšima bratoma. Na prvo avdicijo je odšel v starosti šestnjastih let in leta 2007 zaigral v televizijskih serijah Sončni zaliv in McLeodovi hčeri. Od 8. julija 2007 je Liam Hemsworth en teden snemal epizode za televizijsko serijo Neighbours, avstralsko telenovelo, v kateri je pred njim igral tudi njegov brat Luke. Njegov lik, Josh Taylor, je bil stranski lik med sezono serije, ki se je predvajala med letoma 2007 in 2008. V seriji je Josh atletski parapalegist, ki je začel z razmerjem z likom Bridget Parker po tem, ko je slednja doživela prometno nesrečo in imela paralizirano spodnjo polovico svojega telesa. V letu 2008 je Liam Hemsworth začel z igranjem v otroški televizijski seriji z naslovom The Elephant Princess, kjer je igral lik »Marcusa«, privlačnega glavnega kitarista, ki igra v glasbeni skupini glavnega lika serije. Liam Hemsworth je imel kasneje vlogo v televizijski seriji Satisfaction in zaigral v britanskem filmu Bermudski trikotnik. Pojavil se je tudi v nepomembni vlogi MIT-ovega študenta iz filma Prerokba.
Leta 2009 je bil Liam Hemsworth izbran za igranje poleg igralca Sylvestra Stallonea v njegovem filmu iz leta 2010, naslovljenem kot The Expendables, vendar so njegov lik izključili iz scenarija. Njegov starejši brat, Chris Hemsworth, je za revijo Movieline povedal, da mu je le nekaj ur po tem, ko je njegov mlajši brat izvedel, da ne bo zaigral v filmu The Expendables, Kenneth Branagh ponudil avdicijo za glavno vlogo v filmu Thor, ki bo izšel leta 2011. Liam Hemsworth se je v Združene države Amerike marca 2009 za opravljanje avdicij za to vlogo. Vlogo je dokončno izgubil v maju, premagal pa ga je Chris, Disney Channel pa je kasneje še istega tedna potrdil, da bo imel Liam Hemsworth vlogo Willa Blakeleea v filmu Poslednja pesem, posnetem po istoimenskem romanu pisatelja Nicholasa Sparksa. V filmu ima vlogo simpatije lika Miley Cyrus. Nikki Finke je poročala, da je Liam Hemsworth, ko je bil izbran v igralsko ekipo, v Los Angelesu živel že tri tedne, pa še ni našel lastnega agenta. Liam Hemsworth se je nato pojavil v videospotu za pesem Miley Cyrus z naslovom »When I Look at You«, ki je bil posnet 16. avgusta leta 2009.
Septembra leta 2009 se je Liam Hemsworth pojavil na večerji za promocijo Foxtel, avstralsko televizijsko podjetje. Marca 2010 ga je revija Details uvrstila na svoj seznam »Glavni Hollywoodski moški naslednje generacije«. Kasneje tistega meseca je bilo potrjeno, da se Liam Hemsworth pogaja za igranje v 3-D filmu z naslovom Arabian Nights, ki ga bo za podjetje Inferno Entertainment režiral režiser Chuck Russell.

## Zasebno življenje
Liam Hemsworth je leto za tem, ko se je njegova družina iz Melbournea preselila na Phillip Island začel hoditi s sošolko Lauro Griffin. Griffinova je povedala: »Všeč je bil vsem dekletom. Bil je pravi šaljivec in vedno me je znal spraviti v smeh.« V marcu 2009 se je Liam Hemsworth preselil v Združene države Amerike, da bi s kariero začel tudi tam. On in njegov brat Chris sta se najprej nastanila v hiši Chrisovega agenta Williama Warda, nato pa sta si kupila lastno stanovanje v Los Angelesu, kjer živita tudi trenutno.
Laura Griffin trdi, da se je Liam Hemsworth vrnil v Avstralijo in končal njuno petletno razmerje med poletjem leta 2009, po končanem snemanju filma Poslednja pesem. Verjame, da je to naredil zato, da bi lahko začel hoditi s svojo soigralko iz filma Poslednja pesem, igralko Miley Cyrus. Med tem, ko je javnost trdila, da Miley Cyrus in Liam Hemsworth hodita že od avgusta 2009, sta to oba zanikala. V intervjuju za revijo Seventeen pa je Miley Cyrus povedala: »Odločila sva se, da neglede na to, kakšno razmerje imava, ga bova vedno pustila na zelo nizki stopnji. Najprej in predvsem sva najboljša prijatelja in to je tisto, kar ves čas govorim ljudem.« Marca 2010 je Miley Cyrus potrdila, da z Liamom Hemsworthom hodita že deset mesecev.

## Filmografija
| Filmi      | Filmi                          | Filmi                   | Filmi                       |
| Leto       | Naslov                         | Vloga                   | Opombe                      |
| ---------- | ------------------------------ | ----------------------- | --------------------------- |
| 2009       | Prerokba                       | Spencer                 |                             |
| 2009       | Bermudski trikotnik            | Victor                  |                             |
| 2010       | Poslednja pesem                | Will Blakelee           |                             |
| 2012       | Igre lakote: Arena smrti       | Gale Hawthrone          |                             |
| 2012       | The Expendables 2              | Billy »The Kid« Timmons |                             |
| 2013       | Love and Honor                 | Mickey Wright           |                             |
| 2013       | Paranoja                       | Adam Cassidy            |                             |
| 2013       | Empire State                   | Chris Potamitis         |                             |
| 2013       | Igre lakote: Krvavo maščevanje | Gale Hawthrone          |                             |
| 2014       | Igre lakote: Upor, 1. del      | Gale Hawthorne          |                             |
| 2015       | Igre lakote: Upor, 2. del      | Gale Hawthorne          | Post-produkcija             |
| 2015       | By Way of Helena               | David Kingston          | Post-produkcija             |
| 2015       | The Dressmaker                 | Ted McSwiney            | Post-produkcija             |
| 2016       | Independence Day 2             |                         | Se snema                    |
| Televizija |                                |                         |                             |
| Leto       | Naslov                         | Vloga                   | Opombe                      |
| 2007       | Sončni zaliv                   | Gost                    | 1 epizoda                   |
| 2007       | McLeodovi hčeri                | Damon                   | 1 epizoda: Leaving the nest |
| 2007–2008  | Neighbours                     | Josh Taylor             | 25 epizod                   |
| 2008–2009  | The Elephant Princess          | Marcus                  | 26 epizod                   |
| 2009       | Satisfaction                   | Marc                    | 2 epizodi                   |